# Hipsifrones
El tratado titulado Hipsifrones o Hipsifrona es el cuarto tratado del códice XI de Nag Hammadi. (NHC XI, 69-72). El códice al que pertenece Hipsifrona es el más breve de los documentos del Nag Hammadi y solamente se ha conservado muy fragmentado. El escrito puede ser llamado escritura- revelación, pero no hay una idea exacta de la revelación de la que habla el texto, a causa de su condición tan fragmentaria. 

## Contenido y estructura
Hipsifrona recuerda a Sofía, en eso de descender al lugar de su virginidad y regresar.
Puede estar estructurado en tres partes: 
A.- preludio breve (69,22 - 31). 
B.- descenso de Hipsifrona al mundo desde el lugar de su virginidad -caída de Sofía (69,32 - 70,24). 
C.- conversación entre Hipsifrona y Fainopes que culmina con el regreso de Hipsifrona: el regreso de Sofía (70,25 al final).
La figura de Fainopes no aparece en otro texto de Nag Hammadi. Del preludio podría ser inferido que ese Fainopes sea un hermano de Hipsifrona (69,26).

## Género literario y ambiente
De acuerdo con su forma, Hipsifrona es un típico escrito de revelación, semejante a los diálogos de revelación de los gnósticos. 
Aunque la terminología no es explícitamente igual a la de los setitas, sin embargo, Hipsifrona se mueve en el entorno setita de la Gnosis: el nombre Hipsifrona recuerda el nombre Fronesis con el cual es llamado Eleleth en el texto setita Hipóstasis de los Arcontes (93,8). La función de Eleleth es comparada en unos pocos escritos setitas con Sofía. También Hipsifrona aparece en la Exposición Valentiniana.
La expresión podría significar: “orígenes de la sangre"  de Adán (70,26). Fainopes podrían ser idéntico a Adán, como Adamas celeste o como ángel apasionado, que ata al Demiurgo Jaldabaoth enfadado (HipArc 95,5).

## Enlaces
Texto en inglés: 

## Texto
Libro referente a las cosas consideradas por Hipsifrona que fueron reveladas en el lugar de su virginidad. Ella estaba escuchando a sus hermanos... Fainopes y... y ellos hablaban el uno con el otro en un misterio.

Estaba junto a la graduación individual... me adelanté del lugar de mi virginidad y descendí al mundo. Entonces hablé de los que habitan en el lugar de mi virginidad.
Y descendí al mundo y me dijeron, Hipsifrona se ha retirado otra vez al margen del lugar de su virginidad. Entonces el que escuchaba, Fainopes, que respiraba en su fuente de sangre, se acercó hacia de ella.
Y dijo, Soy Fainopes… deseo... apenas un número del resto humano o eso que puede ver un hombre, la sangre-semejanza o… de un fuego y… en sus manos. 
Entonces, en cuanto a mí, le dije, Fainopes no me ha encontrado; él no se ha perdido… ver a un hombre... él… dijeron... Fainopes esto…

Lo vi y me dijo, Hipsifrona, ¿por qué vives fuera de mí? Sígueme y te informaré sobre ellos. Así que lo seguí, porque tenía un gran miedo. Y él me habló sobre una fuente de sangre que se muestra en llamas… él dijo...

- Datos: Q3294751